# Saint-Bardoux
Saint-Bardoux település Franciaországban, Drôme megyében. Lakosainak száma 599 fő (2022. január 1.). Saint-Bardoux Clérieux, Peyrins, Romans-sur-Isère, Saint-Donat-sur-l’Herbasse és Granges-les-Beaumont községekkel határos.

## Népesség
A település népessége az elmúlt években az alábbi módon változott:
| Lakosok száma | 318  | 403  | 532  | 612  | 580  | 600  | 622  | 603  | 594  | 599  |
|               | 1968 | 1982 | 1990 | 2006 | 2013 | 2015 | 2017 | 2019 | 2020 | 2022 |